# Matriz de massa
Na mecânica analítica, a matriz de massa é a matriz simétrica M que expressa a relação entre a derivativa de tempo {\displaystyle {\dot {q}}} do vetor de coordenadas generalizadas q de um sistema e a energia cinética T do sistema, pela equação
{\displaystyle T={\frac {1}{2}}{\dot {q}}^{\mathrm {T} }M{\dot {q}}}
onde {\displaystyle {\dot {q}}^{\mathrm {T} }} denota a transposição do vetor {\displaystyle {\dot {q}}}. Esta equação é análoga à fórmula da energia cinética de uma partícula com a massa {\displaystyle m} e velocidade v, ou seja,
{\displaystyle T\;=\;{\frac {1}{2}}m|v|^{2}\;=\;{\frac {1}{2}}v\cdot mv}
e pode ser derivada dela, expressando a posição de cada partícula do sistema em termos de q.
Em geral, a matriz de massa M depende do estado q, e, portanto, varia com o tempo.
Na mecânica de Lagrange obtém-se uma equação diferencial ordinária (na verdade, um sistema acoplado de equações diferenciais) que descreve a evolução de um sistema em termos de um vetor arbitrário de coordenadas generalizadas que completamente define a posição de cada partícula do sistema. A fórmula da energia cinética acima é um termo desta equação que representa a energia cinética total de todas as partículas.

## Exemplos

### Sistema unidimensional de dois corpos

Sistema de massas em uma dimensão espacial.

Por exemplo, considere um sistema composto de duas massas pontuais confinadas em uma pista de linha reta. O estado do sistema pode ser descrito por um vetor q de duas coordenadas generalizadas, ou seja, as posições das duas partículas ao longo da pista. 
{\displaystyle q=[x_{1}\,x_{2}]^{\mathrm {T} }}.
Supondo que as partículas têm massas m1, m2, a energia cinética do sistema é
{\displaystyle T=\sum _{i=1}^{2}{\frac {1}{2}}m_{i}{\dot {x}}_{i}{}^{2}}
Esta fórmula também pode ser escrita como
{\displaystyle T={\frac {1}{2}}{\dot {q}}^{\mathrm {T} }M{\dot {q}}}
onde
{\displaystyle M={\begin{bmatrix}m_{1}&0\\0&m_{2}\end{bmatrix}}}

### Sistema de N corpos
De forma mais generalizada, considere um sistema de N partículas com índices i = 1, 2,...,N, no qual a posição da partícula de número i é definida por ni coordenadas cartesianas livres (onde ni é 1, 2 ou 3). Deixe q ser o vetor coluna contendo todas as coordenadas. A matriz de massa M é a matriz diagonal em bloco onde em cada bloco os elementos da diagonal contém as massas das partículas correspondentes:
{\displaystyle M=\mathrm {diag} [m_{1}I_{n_{1}},m_{2}I_{n_{2}},\cdots ,m_{N}I_{n_{N}}]}
onde In i é a ni × ni matriz de identidade, ou mais plenamente,
{\displaystyle M={\begin{bmatrix}m_{1}&\cdots &0&0&\cdots &0&\cdots &0&\cdots &0\\\vdots &\ddots &\vdots &\vdots &\ddots &\vdots &\ddots &\vdots &\ddots &\vdots \\0&\cdots &m_{1}&0&\cdots &0&\cdots &0&\cdots &0\\0&\cdots &0&m_{2}&\cdots &0&\cdots &0&\cdots &0\\\vdots &\ddots &\vdots &\vdots &\ddots &\vdots &\ddots &\vdots &\ddots &\vdots \\0&\cdots &0&0&\cdots &m_{2}&\cdots &0&\cdots &0\\\vdots &\ddots &\vdots &\vdots &\ddots &\vdots &\ddots &\vdots &\ddots &\vdots \\0&\cdots &0&0&\cdots &0&\cdots &m_{N}&\cdots &0\\\vdots &\ddots &\vdots &\vdots &\ddots &\vdots &\ddots &\vdots &\ddots &\vdots \\0&\cdots &0&0&\cdots &0&\cdots &0&\cdots &m_{N}\\\end{bmatrix}}}

### Rotação de halter

Rotação de halter.

Como um exemplo menos trivial, considere dois objetos como pontos com massas m1, m2, acoplados às extremidades de uma barra rígida sem massa de comprimento 2R, o conjunto sendo livre para girar e deslizar ao longo de um determinado plano. O estado do sistema pode ser descrito pelo vetor de coordenadas generalizadas 
{\displaystyle q=[x,y,\alpha ]}
onde x, y são as coordenadas cartesianas do ponto médio da barra e α é o ângulo da barra contando a partir de uma referência arbitrária. As posições e velocidades das duas partículas são
{\displaystyle {\begin{array}{ll}x_{1}=(x,y)+R(\cos \alpha ,\sin \alpha )&v_{1}=({\dot {x}},{\dot {y}})+R{\dot {\alpha }}(-\sin \alpha ,\cos \alpha )\\x_{2}=(x,y)-R(\cos \alpha ,\sin \alpha )&v_{2}=({\dot {x}},{\dot {y}})-R{\dot {\alpha }}(-\sin \alpha ,\cos \alpha )\end{array}}}
e a sua energia cinética total é 
{\displaystyle 2T=m{\dot {x}}^{2}+m{\dot {y}}^{2}+mR^{2}{\dot {\alpha }}^{2}+2Rd\cos \alpha {\dot {x}}{\dot {\alpha }}+2Rd\sin \alpha {\dot {y}}{\dot {\alpha }}}
onde {\displaystyle m=m_{1}+m_{2}} e {\displaystyle d=m_{1}-m_{2}}. Esta fórmula pode ser escrita em forma de matriz como
{\displaystyle T={\frac {1}{2}}{\dot {q}}^{\mathrm {T} }M{\dot {q}}}
onde
{\displaystyle M={\begin{bmatrix}m&0&Rd\cos \alpha \\0&m&Rd\sin \alpha \\Rd\cos \alpha &Rd\sin \alpha &R^{2}m\end{bmatrix}}}
Note que a matriz depende do ângulo α da barra.

## Mecânica de meios contínuos
Para aproximações discretas da mecânica de meios contínuos, como no método de elementos finitos, pode haver mais de uma maneirade construir a matriz de massa, dependendo da precisão e desempenho computacional desejados. Por exemplo, um método de massas agrupadas, no qual a deformação de cada elemento é ignorado, cria-se uma matriz diagonal de massa e nega a necessidade de integrar a massa ao longo do elemento deformado.